# Ethelema costaricensis
Ethelema costaricensis es una especie de coleóptero de la familia Zopheridae.

## Distribución geográfica
Habita en Costa Rica.